# Lose Control (canción de Kevin Federline)
«Lose Control» es el 1.er sencillo del primer álbum de Kevin Federline Playing with Fire. Fue cantando por primera vez el 20 de agosto de 2006 en los Premios Teen Choice pero al igual que PopoZão fracaso en los Chart.

## Video musical
Fue grabado el 29 de julio y estrenado el 1 de septiembre en Yahoo! Music.

## Apariciones
Es usada cuando el entra al ring en la WWE.
- Datos: Q4987403